# 中正路 (高雄市)

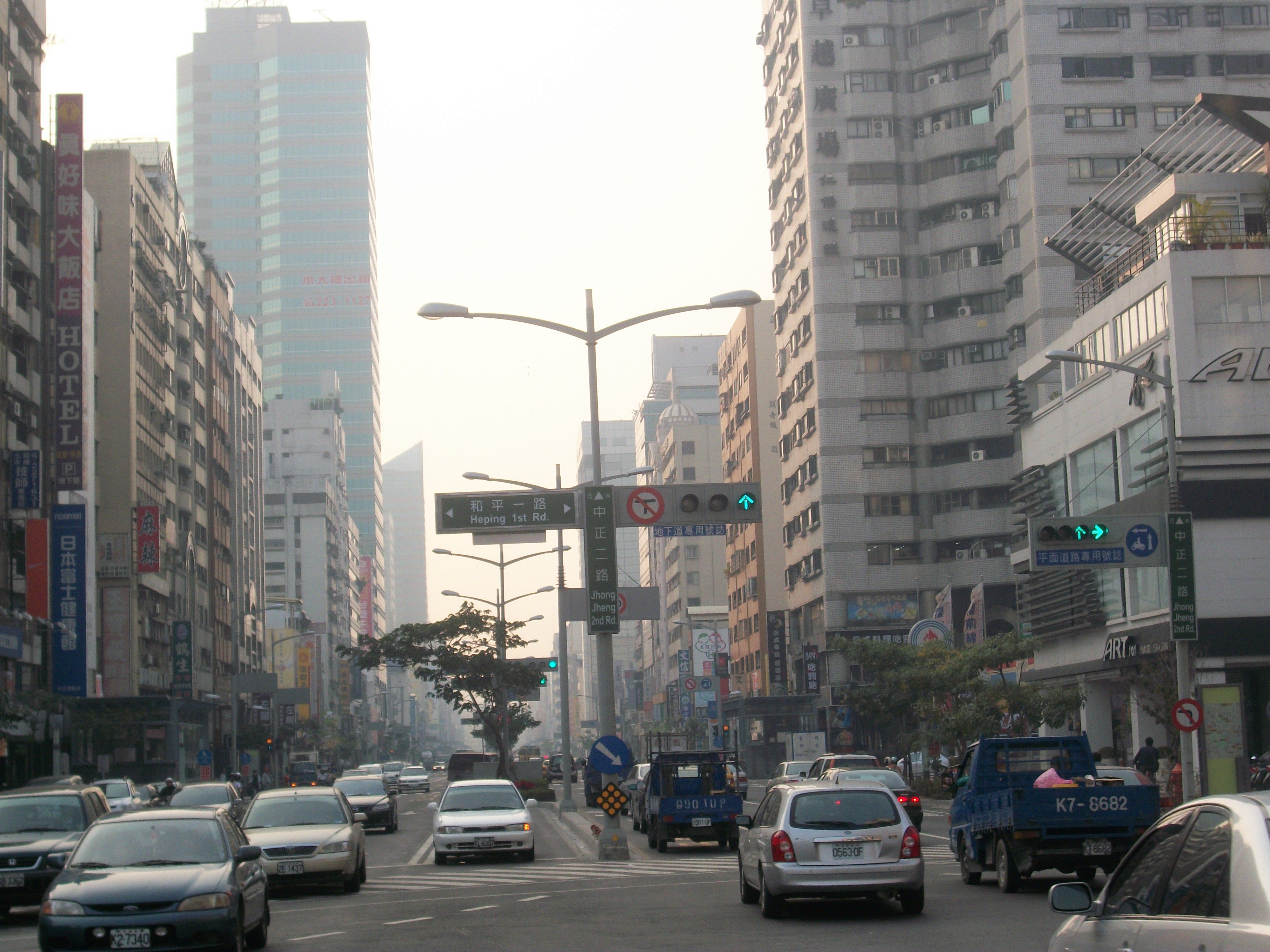
中正二路

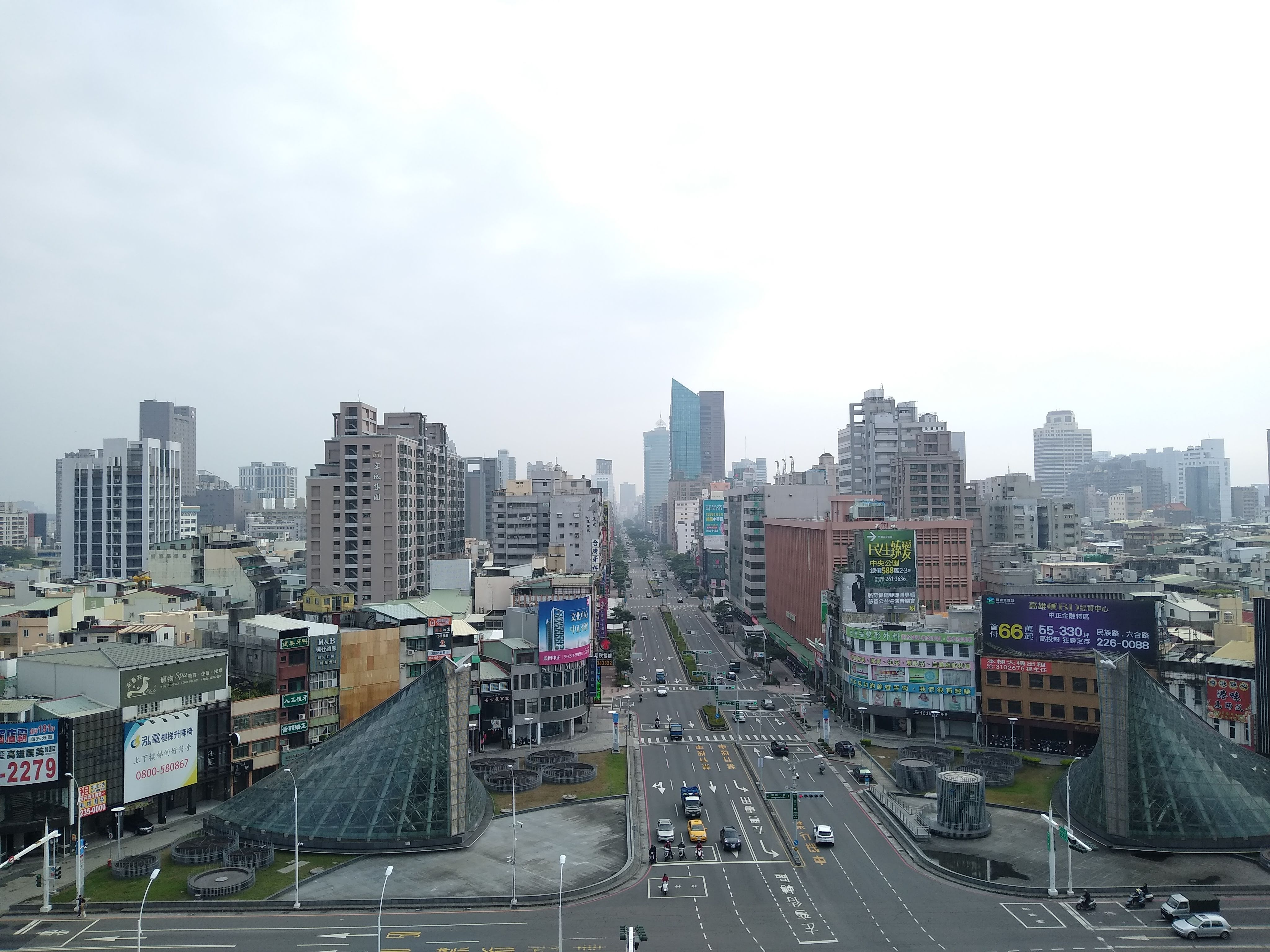
中正三路

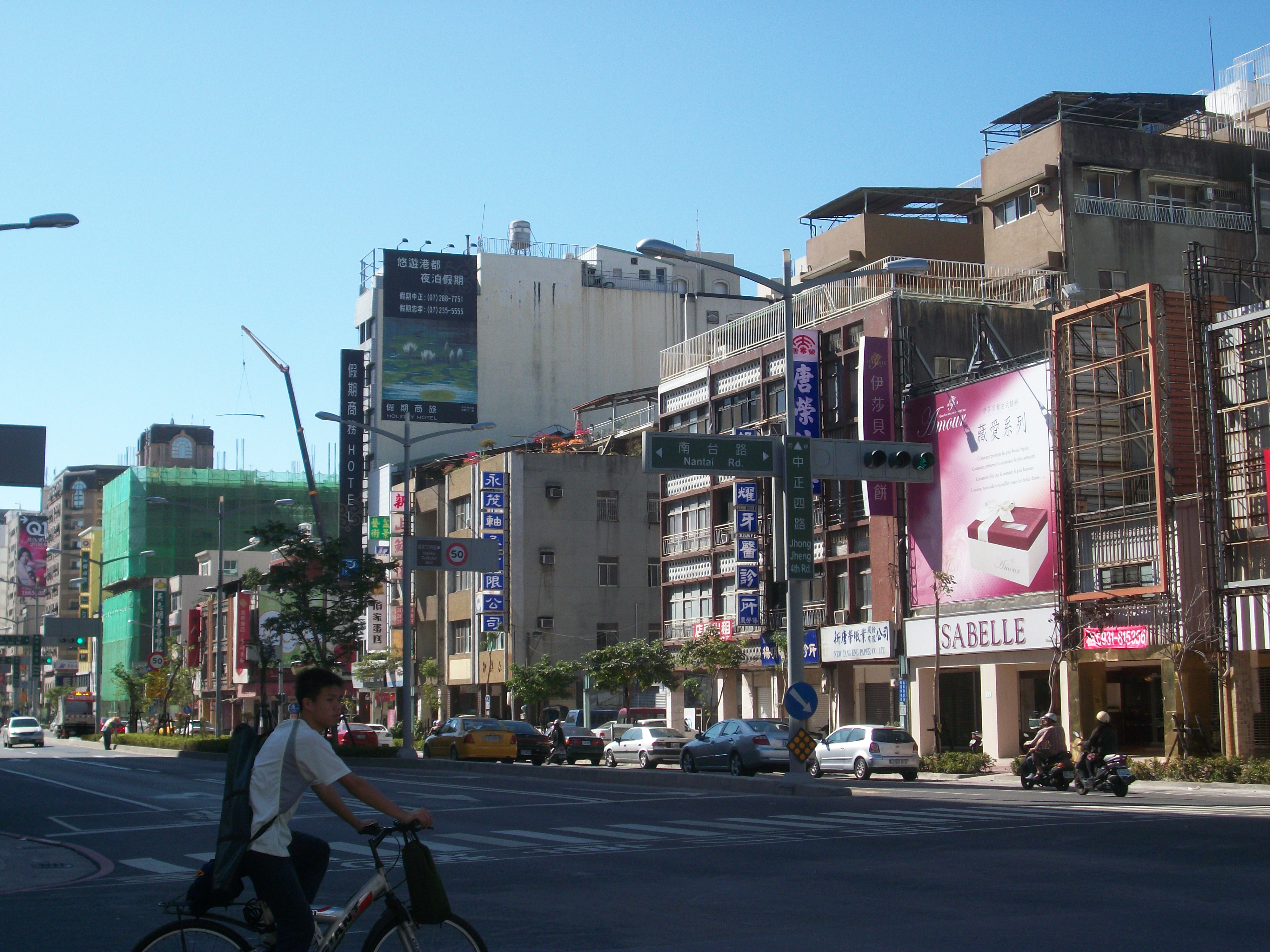
中正四路

中正路（Jhongjheng Rd.）是高雄市主要的東西向幹道也是高雄市金融、政府機關集中的主要街道。本道路共分為四個部份，東起於三多一路及建軍路口接自由路通往鳳山區，西抵大勇路口接大公路。由於中正路連接了市中心及國道一號高雄交流道（或稱中正路交流道），因此為高雄市相當重要的道路。而高雄捷運橘線（前金站－衛武營站段）即沿著本路段的地底下運行。
此外，高雄市有另一條「中正路」，未分段，僅經左營一區，位於海軍左營基地，北起中海路、中正路口，南抵左營大路、中正路、必勝路口。

## 行經行政區域
（由東至西）
- 鳳山區
- 苓雅區
- 新興區
- 前金區
- 鹽埕區

## 分段
中正路共分為四個部份：
- 中正一路：東起於三多一路及建軍路口接鳳山區自由路，西於凱旋路及五福一路口接中正二路。
- 中正二路：東於凱旋路及五福一路接中正一路，西於民族二路口接中正三路。
- 中正三路：東於民族二路口接中正二路，西於中山一路口（大港埔圓環）接中正四路。
- 中正四路：東於中山一路口接中正三路，西抵大勇路口接大公路。

## 歷史
原配置快慢車道分割島且無人行道，在捷運建設後將慢車道取消設置為人行道，並在中央分隔島設置左彎附加車道，人行道設有停車彎，為當時候非常先進的道路設計

## 沿線設施
（由東至西）
- 中正一路
  - 捷運衛武營站（2號B1、B2）
  - 國軍高雄總醫院（2號）
  - 中正公園
  - 高雄市立中正高級中學（8號）
  - 中山高速公路367B 高雄（中正一路）
  - 高雄市苓雅運動中心(96號)
  - 捷運苓雅運動園區站（99號）
  - 高雄市政府運動發展局(99號)
  - 中正運動場(99號 改建中)
  - 統聯客運中正站(107號)
  - 國光客運中正站(127號)
  - 和欣客運中正站(129號)
  - 五塊厝公園（古蹟陳中和墓）
  - 捷運五塊厝站（286號）

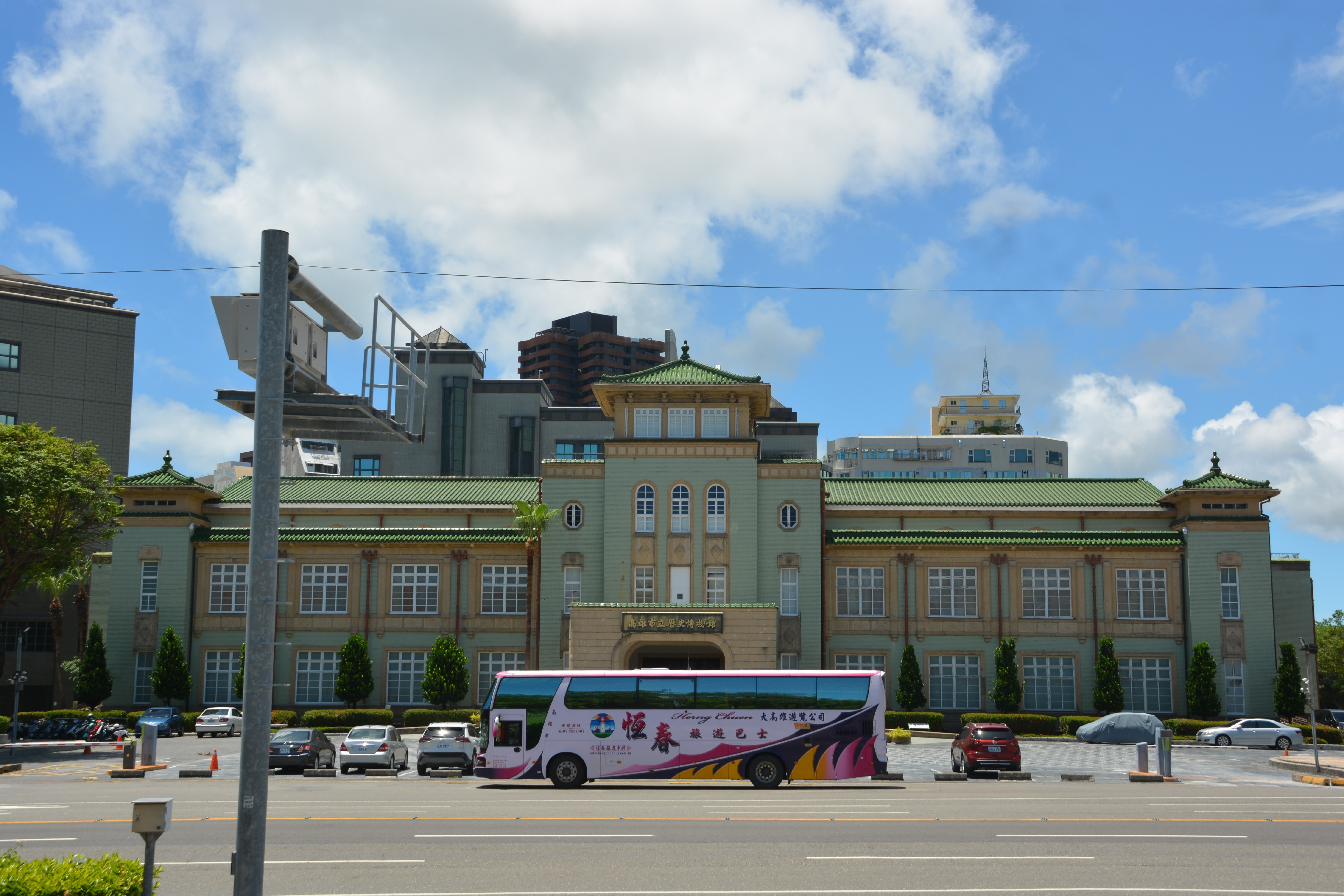
在中正四路上的高雄市立歷史博物館

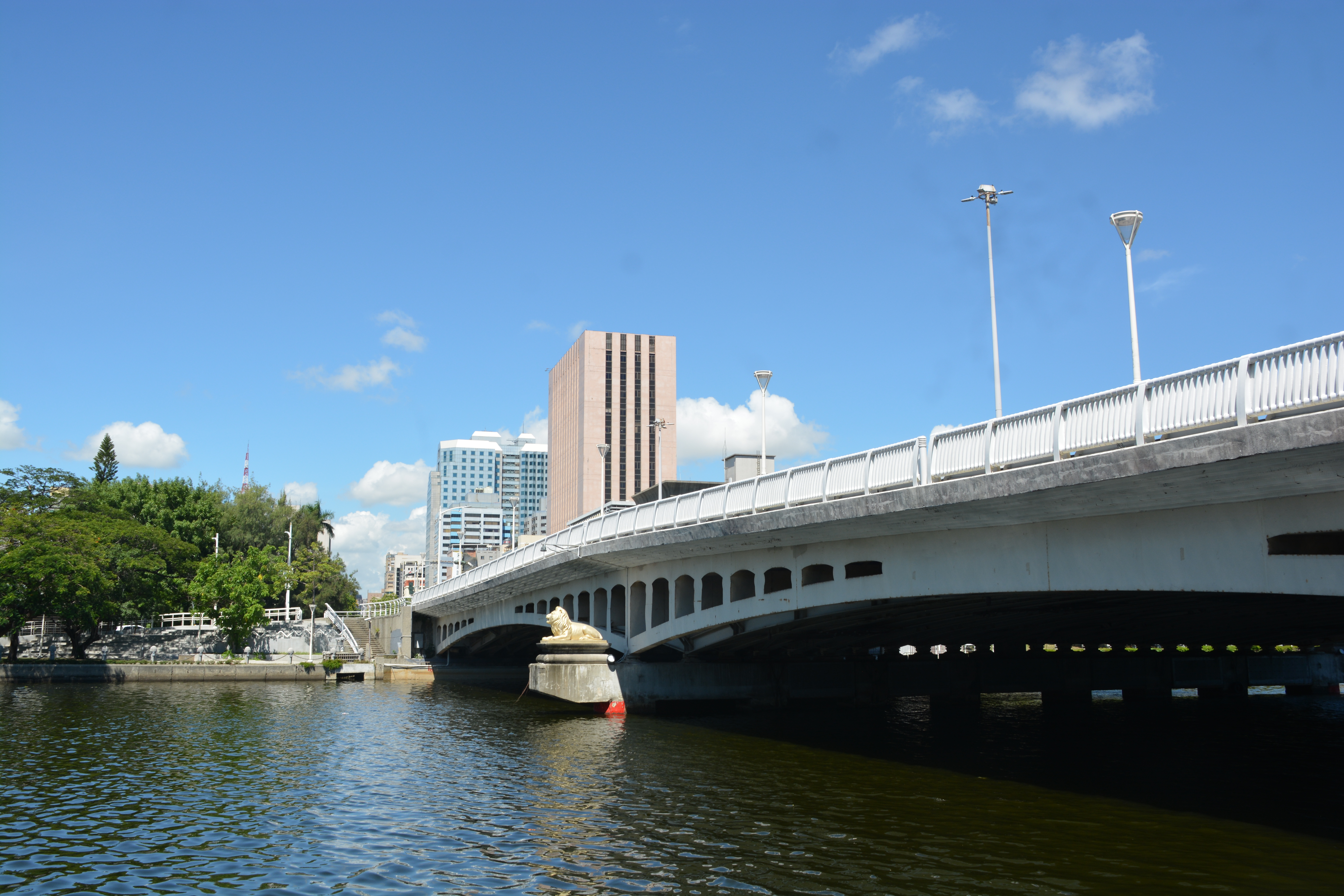
愛河上的中正橋

  - 勞動部勞工保險局高雄市辦事處（304號）
  - 中華郵政高雄正言郵局（322、324號）
  - 凱旋公園
  - 輕軌凱旋公園站
- 中正二路
  - 捷運文化中心站
  - 彩虹公園
  - 高雄市立五福國民中學後門
  - 台灣中油加油站中正二路站(166號)
    - 年代售票高雄服務中心（中正二路141之2號7樓）
    - TVBS南部新聞中心（中正二路141之2號10樓）

  - 維士比大樓（175號）
    - 東森電視南部新聞中心(11樓之3)
    - 三洋藥品總公司（23樓）
    - 真口味食品總公司（24樓之1）
- 中正三路
  - 國泰中正大樓（2號）
    - 日本航空（4樓）
    - 國泰產險（7樓）
    - 裕融企業（8樓）
    - Canon高雄服務中心（9樓）
    - 法國巴黎銀行（11樓）
    - 日本瑞穗銀行（12樓）
    - 台灣三井物產高雄事務所（14樓）
    - 台灣東芝電子（16樓）

  - 高雄市政府警察局新興分局中正三路派出所(3號)

高雄市政府消防局第一大隊新興分隊(3號)
- - 捷運信義國小站（32之1號B1、B2）
  - 高雄市新興區信義國民小學（32號）
  - 台灣中油加油站中正三路站(9號)
  - 高雄市財稅行政大樓(25號)
    - 高雄市稅捐稽徵處新興分處(1樓、2樓)
    - 新興衛生所(4樓)
    - 高雄市政府警察局交通警察大隊新興分隊(5樓)
    - 法律扶助基金會高雄分會(6樓)
    - 高雄市政府交通局車輛行車事故鑑定委員會(7樓)
    - 高雄輪船公司(7樓)
    - 高雄市政府交通局(8樓)
    - 臺灣高雄地方法院第二辦公大樓(9至11樓)
    - 高雄市道路挖掘管理中心(12樓)
    - 財政部國有財產署南區分署(18樓)

  - 新興區行政中心（34號）
    - 新興區戶政事務所(2樓)
    - 高雄市立圖書館新興分館(3樓)
    - 新興區公所(4樓)
    - 新興地政事務所(6至7樓)
    - 財政部高雄國稅局新興稽徵所(8樓)

  - 高雄市新住民會館(36號)
  - 中華郵政高雄郵局(179號)
    - 新興郵局（高雄901支局）

  - 南華商店街/新興夜市
  - 捷運美麗島站
- 中正四路
  - 捷運美麗島站
  - 捷運前金站
  - 高雄市政府警察局前金分駐所(174號)
  - 高雄市救國團(189號)
  - 高雄市政府消防局前金分隊(191號)
  - 高雄市政府警察局交通警察大隊(191號4樓)
  - 台灣金融研訓院 (南區) 高雄分部(230號3樓5樓)
  - 法務部調查局高雄市調查處(門牌設於成功一路428號)
  - 高雄市政府觀光局旅遊服務中心高雄服務處(235號5樓)
  - 臺灣高雄地方檢察署第二辦公室(249號)
  - 台灣中油加油站中正四路站(251號)
  - 高雄市政府警察局(260號)
  - 臺灣銀行高雄分行(264號)
  - 衛生福利部中央健康保險署高屏業務組中正服務中心(259號)
  - 高雄市勞工博物館(261號1樓、3至4樓)
  - 高雄市前金公共托嬰中心及親子館(261號2樓)
  - 新興衛生所前金衛生所(261號3樓）
  - 臺灣高雄地方法院院本部（河東路188號）
  - 中正大橋/愛河
  - 高雄市立歷史博物館(272號)
  - 高雄國際會議中心(274號)
  - 仁愛公園（高雄市二二八和平紀念公園）
  - 鹽埕市民廣場

## 公車資訊
- 中正一路
  - 高雄捷運橘線
    - 捷運衛武營站
    - 捷運苓雅運動園區站
    - 捷運五塊厝站

  - 港都客運
    - 50 五福幹線 建軍站－鼓山輪渡站

  - 南台灣客運
    - 248 建軍站－鼓山輪渡站

  - 統聯客運（國道客運）
    - 1610 高雄－國道一號－台北
    - 1621 高雄－國道一號－台中
    - 1650 高雄－國道一號－北港－口湖－三條崙
    - 1651 高雄－國道一號－北港－四湖－三條崙

  - 國光客運（國道客運）
    - 1838 高雄－國道一號－台北
    - 1862 高雄－國道一號－中壢－桃園
    - 1872 高雄－國道一號－朝馬－台中

  - 和欣客運（國道客運）
    - 7512 高雄－國道一號－新營
    - 7513 高雄－國道一號－臺北

  - 義大客運
    - 8505 義大客運－捷運前鎮高中站

  - 高雄客運、屏東客運、中南客運、國光客運聯營
    - 9127（經台88線）
      - 高雄客運自立站－高雄火車站－烏龍－東港－大鵬灣

    - 9188（經台88線、國道三號）
      - 高鐵左營站－高雄火車站－林邊－枋寮－楓港－墾丁－鵝鑾鼻

- 中正二路
  - 高雄捷運橘線
    - 捷運文化中心站

  - 南台灣客運
    - 248 建軍站－鼓山輪渡站

- 中正三路
  - 南台灣客運
    - 248 建軍站－鼓山輪渡站

  - 漢程客運
    - 黃1 澄清湖棒球場－捷運三多商圈站

  - 高雄捷運橘線
    - 捷運信義國小站
    - 捷運美麗島站（可轉乘紅線）

- 中正四路
  - 高雄捷運橘線
    - 捷運美麗島站（可轉乘紅線）
    - 捷運前金站

  - 漢程客運
    - 168東 金獅湖站－金獅湖站
    - 168西 金獅湖站－金獅湖站
    - 76 金獅湖站－歷史博物館
    - 77 昌福幹線 金獅湖站－歷史博物館

  - 統聯客運（市區公車）
    - 25 瑞豐站－歷史博物館

  - 港都客運
    - 214 小港站－歷史博物館

  - 南台灣客運
    - 248 建軍站－鼓山輪渡站

  - 高雄客運
    - 60 覺民幹線 捷運鹽埕埔站－長庚醫院－鳥松
    - 8001 高雄－鳳山－林園（經高雄市政府四維行政中心、雄商）

## 公共自行車
- 高雄市公共自行車租賃系統：
  - 捷運衛武營站(3號出口)：中正一路2號(對面)
  - 捷運衛武營站(4號出口)：中正一路/建軍路口(西北側人行道)
  - 中正高中：中正一路8號(校門左側人行道)
  - 捷運苓雅運動園區站(2號出口)：中正一路/體育館路口(捷運苓雅運動園區站2號出口旁)
  - 捷運苓雅運動園區站(1號出口)：中正一路100號(旁)
  - 中正正言路口：中正一路258號(對面)
  - 捷運五塊厝站(4號出口)：中正一路/福德三路口(東南角)
  - 捷運五塊厝站(2號出口)：中正一路306號(前)
  - 北凱旋公園：中正一路/河北路口(西北側)
  - 輕軌凱旋公園站：中正一路/河南路(西南側)
  - 捷運文化中心站(3號出口)：和平一路165號(對面)
  - 中正和平路口西北側：中正二路162號前方
  - 捷運文化中心站(2號出口)：中正二路51號(前)
  - 中正民族路口(東南角)：中正二路175號(前)
  - 捷運信義國小站(5號出口)：中正三路2號前方
  - 捷運信義國小站(1號出口)：中正三路/錦田路(西北側)
  - 高雄市財稅行政大樓：中正三路25號前方
  - 中正仁愛一街口：中正三路/仁愛一街(西北側)
  - 中正忠孝一路口：中正三路/忠孝一路(東南側)
  - 捷運美麗島站(6號出口)：中正林森路口西南側
  - 捷運美麗島站(5號出口)：中正三路179號前方
  - 捷運美麗島站(7號出口)：中正三路178號
  - 中正瑞源路口西南側：中正四路109號前方
  - 捷運前金站(4號出口)：中華三路121號
  - 高雄市救國團：中正四路189號(前人行道)
  - 捷運市議會站(2號出口)：自強二路/中正四路口西南側（因「配合市府捷運聯開案工程」暫時撤站）
  - 高雄市政府警察局：中正四路260號南側
  - 高雄國際會議中心：中正四路274號東南側
  - 鹽埕市民廣場：大勇路/中正四路(西南側)